# Casa Palet
La Casa Palet és un edifici del municipi de Rubí (Vallès Occidental) protegit com a bé cultural d'interès local.

## Descripció
És una casa molt reformada que ha perdut la seva estructura original. Només conserva el portal d'entrada adovellat de punt rodó i dues finestres gòtiques on apareix la data de 1616.
La façana està arrebossada i a l'interior es conserva un envà de pedra de l'època que la casa pertanyia al monestir de Sant Cugat.

## Història
Al voltant del 1700 la família Palet va comprar la casa que pertanyia als monjos del monestir de Sant Cugat i van pagar durant un temps determinat el cens al monestir.
Antigament, la masia estava formada per grans terrenys d'horta. En l'última reforma del segle xx, es van trobar unes pedres inscrites amb la data de 1561.
Un antic membre dels Palet, Josep Palet i Ribas va participar en el moviment de 1868 i més tard,va acollir a casa seva a Alejandro Lerroux.